# 涔天河水库
涔天河水库位于中国湖南省永州市江华瑶族自治县，下距双牌水库123公里。是一座以防洪和灌溉为主，兼顾发电等综合利用效益的水利水电工程。
灌区干渠长72公里，灌溉江华、道县、江永10余个乡镇，设计灌溉面积17.38万亩。
涔天河水库扩建后，坝高将增至114米，总库容将增至15.9亿立方米。